# Фейрун
Фейрун (англ. Faerûn; [feɪˈruːn]) — вигаданий континент і головна місцина світу Dungeons & Dragons у Забутих Королівствах. Він детально описаний у кількох виданнях сетинґу кампанії (вперше опублікований у 1987 році видавництвом TSR, Inc.), останнім з яких є 5-те видання від Wizards of the Coast, а різні локації та аспекти описані більш детально в окремих книгах з сетинґом кампанії. Близько сотні романів, кілька комп'ютерних та відеоігор, а також фільм використовують Фейрун як місце дії.
Економічно і технологічно Фейрун можна порівняти із Західною Європою пізнього середньовіччя, що дає більшості нових гравців, які використовують цю кампанію, інтуїтивне уявлення про те, як функціонує суспільство. Порох, відомий тут як магічна речовина димний порох і відмінний за своїм складом від історичного пороху, починає з'являтися, але в озброєнні все ще переважає допорохова зброя, така як мечі, списи та луки. Більшість населення Фейруна складається з фермерів, які дещо вільно організовані в напівфеодальну систему. Є також кілька визначних міст, і торгівля між країнами є поширеним явищем, як і в епоху Відродження. Так само є регіони, де збереглися більш варварські племена і звичаї.
Основна відмінність між сетинґом і Землею — наявність магії. Система магії поділяється на божественну і таємну, причому першу наділяє силою фейрунське божество, а другу — ритуали або вроджені здібності, які маніпулюють містичним полем під назвою «Плетиво», джерелом магічної енергії на Торілі. Фейрун має пантеон божеств, яким поклоняються послідовники цього регіону. Їх можна порівняти з міфологічними божествами давньогрецького пантеону і вони охоплюють цілу низку етичних вірувань та сфер інтересів.
Фейрун є домом для багатьох нелюдських істот різного ступеня цивілізованості. Серед них кілька різних рас карликів, гномів, півросликів та ельфів, а також гобліни, орки, огри, різні велетні, дракони та інші.